# I giovani arrabbiati
I giovani arrabbiati (Look Back in Anger) è un film del 1959 diretto da Tony Richardson.

## Trama
Jimmy e Alison Porter sono una giovane coppia di sposi che vivono a Derby, una città industriale delle Midlands, in un attico squallido che condividono con il migliore amico e socio in affari di Jimmy, Cliff Lewis, sempre sereno e affettuoso confidente di ambedue.
Nonostante si sia diplomato all'università, Jimmy e Cliff si guadagnano da vivere con una misera bancarella di dolciumi nel mercato locale e Jimmy fa trombettista di jazz nel tempo libero. L'incapacità di Jimmy di salire sulla scala socioeconomica, unita ad altre ingiustizie che vede intorno a lui, lo fanno arrabbiare con la società, in particolare con coloro che detengono l'autorità. Sfoga le sue frustrazioni sulla moglie Alison, una ragazza incapace di reagire, in origine appartenente ad una famiglia della classe medio-alta.
Alison non riesce a comunicare al marito la notizia della sua gravidanza. Complici le differenze di origine sociale e l'ostilità della famiglia della moglie alla loro unione, la relazione tra i due è punteggiata di incomprensioni, scoppi d'ira, anche violenze fisiche. In uno scatto d'ira le dice che avrebbe desiderato che, nel caso di gravidanza, il figlio  le nascesse morto.
Le tensioni aumentano tra la coppia quando Alison invita la sua amica Helena Charles, aspirante attrice teatrale, che Jimmy detesta, a stare temporaneamente con loro. Ma questi, sin dall'inizio, manifesta un'aperta insofferenza nei confronti dell'intrusione, spingendosi sino a compromettere le audizioni a teatro della donna, accusata di aizzargli contro la moglie.
Dopo aver assistito al trattamento di Alison da parte di Jimmy, Helena la convince a lasciarlo lo stesso giorno in cui Ma' Tanner, l'anziana vedova da cui Jimmy aveva ricevuto in affido il banco al mercato, e a cui è legato da una devozione filiale, ha un colpo fatale e muore.
Jimmy in lutto ritorna nell'appartamento, ma non vi trova Alison e scopre da Helena, anche lei in partenza, la sua prossima paternità. Helena prima lo schiaffeggia ma poi lo bacia appassionatamente, e i due iniziano una relazione. Il nuovo legame comporta la rinuncia al giovane amico Cliff, che trova difficile adattarsi alla mutata situazione e discretamente si allontana.
Mesi dopo, Jimmy ed Helena hanno stretto una relazione, ma Jimmy è ancora ferito dalla partenza di Alison. Lei, che vive nella tranquilla casa dei suoi genitori, sta vivendo una gravidanza precaria e teme che la maledizione di Jimmy sulla morte del bimbo possa avverarsi. Cliff decide di mettersi in proprio e Jimmy ed Helena lo vedono alla stazione. Dopo che il treno di Cliff parte, Jimmy ed Helena vedono Alison seduta sconsolata nella stazione. Alison spiega a Helena di aver appena perso il figlio per un aborto spontaneo, probabilmente conseguenza dei traumi emotivi subiti e Helena, rendendosi conto che aveva sbagliato a rompere il loro matrimonio, informa Jimmy che lo sta lasciando.
Jimmy e Alison si riconciliano, rientrando nel tran tran quotidiano.

## Produzione
Prodotto nel 1958 dalla neonata Woodfall Film Productions, fondata dallo stesso regista Tony Richardson e dal drammaturgo John Osborne, I giovani arrabbiati è il primo lungometraggio della corrente del Free cinema ad aver affrontato il circuito delle sale. Ciò fu possibile anche grazie alla distribuzione della Warner Bros., che aveva contribuito al finanziamento del film contando sulla popolarità, anche per le sue avventure extra-artistiche, del protagonista Richard Burton.
Nel febbraio 1956, Tony Richardson aveva contribuito con Momma Don't Allow, diretto assieme a Karel Reisz e prodotto dal British Film Institute, a quello che è considerato l'atto fondativo del nuovo movimento cinematografico britannico (British New Wave): una rassegna di cortometraggi, denominata Free Cinema, tenutasi al National Film Theatre di Londra, in occasione della quale era stato presentato anche una sorta di manifesto del movimento.
Successivamente, nel maggio dello stesso anno, Richardson aveva curato la regia teatrale di Ricorda con rabbia di John Osborne, il cui successo contribuì a designare col termine Angry Young Men (Giovani arrabbiati) gli esponenti di quel movimento artistico e letterario, sviluppatosi a cavallo della Crisi di Suez e della nascita della New Left britannica (conseguente allo strappo da Mosca dopo i fatti d'Ungheria), da cui, in campo cinematografico, sarebbe germogliata la British New Wave.
Il film anticipa appieno gli elementi della successiva produzione del movimento. Da un lato manca l'attenzione all'innovazione formale e stilistica che avrebbe caratterizzato le Nouvelle Vague di altri paesi (ad. es. in Francia, in alcune cinematografie dell'Est europeo, o in Brasile). Rispetto alla precedente tradizione britannica, si può notare una maggiore insistenza e attenzione nelle riprese dal vero, negli esterni (ad esempio nelle scene girate al mercato).
È, invece, nell'«asprezza dei contenuti e della critica alla vita quotidiana» che si riesce a «visualizzare una netta cesura», così come nell'attenzione per il tema della discriminazione razziale (la persecuzione cui è soggetto, anche da parte delle autorità, un commerciante indiano) e nella denuncia delle incomunicabilità e impermeabilità tra le diverse classi sociali.

## Riconoscimenti
Nel 1959 il National Board of Review of Motion Pictures l'ha inserito nella lista dei migliori film stranieri dell'anno.